# Isaiah Collier
Isaiah Jaden Collier (Atlanta, Georgia; 8 de octubre de 2004) es un baloncestista estadounidense que pertenece a la plantilla de los Utah Jazz de la NBA. Con 1,88 metros de estatura, juega en la posición de base.

## Trayectoria deportiva

### Universidad
Tras participar en su etapa de instituto en los prestigiosos McDonald's All-American Game, donde fue elegido MVP y galardonado además con el Morgan Wootten National Player of the Year, el Nike Hoop Summit o el Jordan Brand Classic, y ser galardonado con el Naismith Prep Player of the Year Award, jugó una temporada con los Trojans de la Universidad del Sur de California, en la que promedió 16,3 puntos, 4,3 asistencias, 2,9 rebotes, y 1,5 robos de balón por partido. Fue incluido en el mejor quinteto freshman de la Pac-12 Conference.
El 10 de abril de 2024 se declaró elegible para el draft de la NBA, renunciando a su elegibilidad universitaria restante.

#### Estadísticas
| Año     | Equipo | PJ | PT | MPP  | %TC  | %3P  | %TL  | RPP | APP | ROB | TPP | PPP  |
| ------- | ------ | -- | -- | ---- | ---- | ---- | ---- | --- | --- | --- | --- | ---- |
| 2023–24 | USC    | 27 | 26 | 30.0 | .490 | .338 | .673 | 2.9 | 4.3 | 1.5 | .2  | 16.3 |
| Total   | Total  | 27 | 26 | 30.0 | .490 | .338 | .673 | 2.9 | 4.3 | 1.5 | .2  | 16.3 |

### Profesional
El 26 de junio fue elegido en la vigesimonovena posición del Draft de la NBA de 2024 por los Utah Jazz, franquicia con la que firmó su primer contrato profesional el 2 de julio. A lo largo de su temporada de novato, ha sido asignado en varias ocasiones a los Salt Lake City Stars de la G League. Fue elegido Rookie del Mes de febrero de la Conferencia Oeste.

## Estadísticas de su carrera en la NBA

### Temporada regular
| Año     | Equipo | PJ | PT | MPP  | %TC  | %3P  | %TL  | RPP | APP | ROB | TPP | PPP |
| ------- | ------ | -- | -- | ---- | ---- | ---- | ---- | --- | --- | --- | --- | --- |
| 2024-25 | Utah   | 71 | 46 | 25.9 | .422 | .249 | .682 | 3.3 | 6.3 | .9  | .2  | 8.7 |
| Total   | Total  | 71 | 46 | 25.9 | .422 | .249 | .682 | 3.3 | 6.3 | .9  | .2  | 8.7 |